# امیلی مورفی
امیلی مورفی (انگلیسی: Emily Murphy؛ زادهٔ ۲ مارس ۲۰۰۳) بازیکن فوتبال اهل انگلستان است که در پست مهاجم برای تیم فوتبال زنان ویک فورست دمون دیکنز بازی می‌کند.
وی همچنین در تیم‌های ملی فوتبال زیر ۱۷ سال زنان انگلستان و زنان جمهوری ایرلند بازی کرده است.